# Le Transporteur
Pour les articles homonymes, voir Le Transporteur (homonymie) et Transport (homonymie).
Ne doit pas être confondu avec Le Convoyeur.
Série Le Transporteur
Le Transporteur 2
(2005)
Pour plus de détails, voir Fiche technique et Distribution.
Le Transporteur (The Transporter) est un film franco-américain réalisé par Louis Leterrier et Corey Yuen et sorti en 2002.
Le film met en vedette Jason Statham dans le rôle de Frank Martin, un « transporteur » qui livre n'importe quoi, n'importe où, sans poser de questions, et pour le bon prix. Malgré un accueil critique moyen, le film est un succès au box-office et permet de rapporter plus de 43 millions de dollars.
Ce succès engendre deux suites, Le Transporteur 2 (2005) et Le Transporteur 3 (2008), un reboot préquelle Le Transporteur : Héritage (2015). Une série télévisée est également créée en 2012, avec Chris Vance dans le rôle-titre.

## Synopsis
Frank Martin, ancien membre des forces spéciales, prête ses services de conducteur expert à quiconque le paie. Ses règles personnelles principales consistent à ne pas s'impliquer personnellement dans les affaires auxquelles il participe, de façon purement instrumentale.
- Règle no 1 : ne jamais modifier le contrat.
- Règle no 2 : pas de nom.
- Règle no 3 : ne jamais ouvrir le colis.
- Règle no 4 : n'enfreindre les règles sous aucun prétexte.
- Règle no 5 : pas de retard.

Néanmoins, lorsque, lors d'un transport, Frank transgresse la règle no 3 et qu'il découvre dans son coffre une jeune femme ligotée, il va devoir payer le prix de la transgression en fuyant dorénavant non seulement les forces de l'ordre, mais aussi d'impitoyables gangsters qui ont fait de lui leur cible. Car maintenant, il en sait trop. Pour ne rien arranger, la femme ligotée, Lai Kwai, qu'il a sauvée, va l'impliquer pour faire tomber le réseau de gangsters qui fait dans le trafic de clandestins.

## Fiche technique
Sauf indication contraire, les informations mentionnées dans cette section peuvent être confirmées par la base de données cinématographiques IMDb,  présente dans la section « Liens externes ».
- Titre original : The Transporter
- Titre français : Le Transporteur
- Réalisation : Louis Leterrier et Corey Yuen
- Scénario : Luc Besson et Robert Mark Kamen, d'après la série de courts métrages de BMW, The Hire[1].
- Musique : Stanley Clarke
- Décors : Hugues Tissandier
- Costumes : Martine Rapin
- Photographie : Pierre Morel
- Son : Vincent Tulli, François-Joseph Hors, Ken Yasumoto, Dominique Lacour
- Montage : Nicolas Trembasiewicz
- Production : Luc Besson et Steven Chasman
  - Production associée : Alfred Lot et David Lai
  - Assistant de production : Mehdi Sayah
- Sociétés de production[2] :
  - France : EuropaCorp et TF1 Films Production, en association avec Canal+
  - États-Unis : en association avec Current Entertainment
- Sociétés de distribution[3] : EuropaCorp Distribution (France) ; 20th Century Fox (États-Unis et Québec) ; Belga Films (Belgique)
- Budget : 20,92 millions d’ €[4]
- Pays de production :  France,  États-Unis
- Langues originales : anglais, français, mandarin
- Format[5] : couleur - 35 mm - 2,39:1 (Cinémascope)
  - son (version originale) : DTS-ES | Dolby Digital EX | SDDS
  - son (version anglaise) : DTS | Dolby Digital
- Genre : action, policier, thriller, road movie
- Durée : 92 minutes
- Dates de sortie[6] :
  - États-Unis : 2 octobre 2002 (Los Angeles, première mondiale au Mann Village Theatre)[réf. souhaitée] ; 11 octobre 2002 (sortie nationale)
  - Québec : 11 octobre 2002[7]
  - France, Suisse romande : 23 octobre 2002[8]
  - Belgique : 6 novembre 2002[9]
- Classification[10] :
  - États-Unis : accord parental recommandé, film déconseillé aux moins de 13 ans (PG-13 - Parents Strongly Cautioned)[Note 1]
  - France : tous publics avec avertissement[11]
  - Belgique : tous publics (Alle Leeftijden)[9]
  - Québec : 13 ans et plus (violence) (13+ / 13 years and over)[7]

## Distribution
- Jason Statham (VF : Boris Rehlinger) : Frank Martin / Le Transporteur
- Shu Qi (VF : Barbara Kelsch) : Lai Kwai
- François Berléand (VF : lui-même) : l'Inspecteur Tarconi
- Matt Schulze (VF : Thibault de Montalembert) : Wall Street
- Ric Young : M. Kwai
- Doug Rand (VF : lui-même) : le chef des braqueurs
- Didier Saint Melin (VF : lui-même) : Patron du bar
- Tonio Descanvelle : le braqueur 1
- Laurent Desponds : le braqueur 2
- Matthieu Albertini (VF : lui-même) : le braqueur 3
- Jean-Marie Paris (VF : lui-même) : le géant
- Laurent Jumeaucourt : le gangster à l'hôpital
- Sandrine Rigaux : l'infirmière
- Vincent Nemeth (VF : lui-même) : Le pilote
- Audrey Hamm (VF : elle-même) : La secrétaire

## Production

### Tournage
La production débute le 1er octobre 2001. Le tournage, d'une durée de 87 jours, se déroule en 2001, majoritairement en France, à Paris et dans le Sud, plus particulièrement sur la Côte d'Azur à Villefranche-sur-Mer, Saint-Tropez, Calanques de Marseille, Marseille, Cassis, Cannes (la Croisette), Èze, Nice, Saint-Rémy-de-Provence, Menton, Antibes et Cap-d'Ail. Le film a également été tourné à Monaco et sur sa place et à proximité du village de Touet-sur-Var.

## Bande originale
The Transporter: Music from and Inspired by the Motion Picture est un album comprenant les chansons apparaissant dans le film, sorti le 10 septembre 2002.
| 1.         | Boogie 2nite        | Tweet                                   | 4:10 |
| 2.         | I Got Love          | Nate Dogg                               | 3:58 |
| 3.         | Live Big            | Fat Joe, Angie Martinez et Sacario (en) | 3:45 |
| 4.         | Rock the Party      | Benzino                                 | 4:07 |
| 5.         | Muzik               | Knoc-turn'al (en)                       | 3:33 |
| 6.         | If I Could Go! (en) | Angie Martinez, Lil' Mo et Sacario      | 4:06 |
| 7.         | Be Alright          | Tamia                                   | 4:14 |
| 8.         | Scream AKA Itchin   | Missy Elliott                           | 3:58 |
| 9.         | Funny               | Gerald Levert                           | 4:26 |
| 10.        | I'm Cool            | Hustlechild                             | 4:03 |
| 11.        | One on One          | Keith Sweat                             | 5:01 |
| 12.        | Life of a Stranger  | Nadia                                   | 4:46 |
| 50 min 7 s |                     |                                         |      |

## Accueil

### Accueil critique
Dès sa sortie en salles dans les pays anglophones, Le Transporteur a rencontré un accueil critique moyen. Sur le site Rotten Tomatoes, il obtient un score de 54 % pour un total de 127 critiques et une note moyenne de 5.6⁄10, le consensus du site conclut que le film offre de l'action au détriment d'une narration cohérente. Sur Metacritic, le film obtient un score de 51⁄100 sur la base de 27 critiques, indiquant des avis généralement réservés. En France, notamment sur le site Allociné, l'accueil est assez modéré avec une note de 2,9⁄5 par la presse.

### Box-office
Lors de son premier jour d'exploitation aux États-Unis et au Canada, le film se place à la quatrième place, rapportant 3 049 307 dollars dans 2573 cinémas, derrière Brown Sugar, Fashion victime et Dragon rouge. Il occupe encore la quatrième place pour son week-end d'ouverture, gagnant 9 107 816 dollars, toujours derrière Brown Sugar, Fashion victime et Dragon rouge. Finalement, Le Transporteur a rapporté 43 928 932 dollars au box-office mondial, dont 25 296 447 dollars en Amérique du Nord et 18 632 485 dollars à l'international, affichant une rentabilité de 210%.
En France, le film a effectué 541 229 entrées dont 50 915 pour son premier jour et 260 706 pour sa première semaine d'exploitation dans 508 salles.
| Pays ou région    | Box-office      | Date d'arrêt du box-office | Nombre de semaines |
| ----------------- | --------------- | -------------------------- | ------------------ |
| États-Unis Canada | 25 296 447 $    | 20 janvier 2003            | 15                 |
| France            | 541 229 entrées | -                          | -                  |
| Total mondial     | 43 928 932 $    | -                          | -                  |